# Brett Kern
Pour les articles homonymes, voir Kern.
(en) Statistiques sur pro-football-reference
Brett Alan Kern, né le 17 février 1986 à Grand Island dans l'État de New York, est un joueur professionnel américain de football américain qui a évolué au poste de punter en National Football League (NFL) pendant quinze saisons. 
Il commence sa carrière professionnelle en 2008 chez les Broncos de Denver mais est libéré pendant la saison 2009. Il est par la suite engagé par les Titans du Tennessee où il reste pendant treize saisons et est sélectionné au Pro Bowl lors de trois saisons consécutives. Il joue pour les Eagles de Philadelphie en 2022 avant de prendre sa retraite.

## Biographie

### Carrière universitaire
Kern effectue sa carrière universitaire avec les Rockets de Toledo, avec lesquels il joue de 2004 à 2007. 

### Carrière professionnelle
Non sélectionné par une équipe à la conclusion de la draft 2008 de la NFL, il signe avec les Broncos de Denver et bat Sam Paulescu pour la place dans l'équipe. Lors de sa deuxième année avec l'équipe, il est mis au ballottage et est réclamé par les Titans du Tennessee. C'est avec cette équipe que Kern fera sa marque, demeurant avec l'équipe pendant plus d'une décennie et devenant au passage le joueur en activité avec le plus d'ancienneté avec l'équipe. Pendant son passage à Nashville, il est nommé sur trois Pro Bowl et un All-Pro. Il établit quatre records d'équipe pour les punts tout en ayant six des huit plus hautes moyennes de yards par punt pour une saison dans l'histoire de l'équipe. 
En mars 2022, il accepte une baisse de salaire pour rester avec l'équipe. Malgré cela, Kern est battu pour le poste par la rookie Ryan Stonehouse lors du camp d'entrainement. Kern est relâché le 29 août 2022.
Le 13 décembre 2022, il est signé par les Eagles de Philadelphie à la suite d'une blessure du punter partant des Eagles, Arryn Siposs. Pendant la saison 2022, il dispute les quatre derniers matchs de la saison régulière et deux matchs de la série éliminatoire. Siposs fait son retour de blessure pour le Super Bowl XVII.
Le 1er juin 2023, Brett Kern annonce sa retraite de la NFL.